# Cucina comasca
La cucina comasca, e in genere quella lariana, si è formata nei secoli sulla base delle risorse alimentari della zona, essenzialmente la pesca di lago e la pastorizia alpina.
Il nucleo principale di questo tipo di cucina è proprio il pesce d'acqua dolce, che fornisce la base per alcuni piatti tipici: il riso bollito o il risotto con il pesce persico, il lavarello in "carpione" (cioè fritto e marinato in aceto con l'aggiunta di cipolla e timo selvatico), la frittura di alborelle e i famosi misultin, o missultitt (agoni del Lago di Como, privati delle interiora, salati, essiccati all'aria aperta, poi grigliati e mangiati con la polenta).
La polenta è la regina della tavola comasca e oltre che di tutto l'arco alpino. Qui è ottenuta mischiando e cuocendo farina di mais e di grano saraceno. Accompagna non solo il pesce, ma anche le carni, la cacciagione, i formaggi, gli insaccati. Piatto quotidiano dei pastori degli alpeggi era polenta e latte.
Molto preparata è anche la polenta uncia: un pasticcio di polenta e formaggio, innaffiata da un soffritto di burro, aglio ed erba salvia. Tipico di Bellagio è il tocch, una speciale polenta uncia cotta con burro e formaggio, mangiata con le mani e accompagnata da salumi, carne e misultin. La pult invece è una polentina di farina di mais e di frumento, molto molle. Viene mischiata col burro e consumata intinta nel latte freddo, solitamente nella stagione estiva.
Altro piatto della cucina povera è l'ultadell detto anche paradell o turtell a seconda della zona, a Como viene chiamato cutiza. Si ottiene soffriggendo nel burro una pastella di farina di frumento, latte, uovo e sale. Prelibato era quello preparato con latte de penagia, cioè il latte che rimaneva nella zangola dopo la preparazione del burro. Fino a qualche decennio fa faceva parte della dieta di base e lo si consumava solitamente accompagnato da verdure in insalata. Attualmente invece lo si mangia addolcito con zucchero o accompagnato da marmellate.
La versione più povera fatta solamente di acqua e farina, sempre fritta, è detta buscell, che a volte viene preparato con aggiunta di mele (dolce) o di cipolle (salato).
La pasta dell'ultadell poteva essere "allungata" con pane raffermo ammollato nel latte o con avanzi di minestra di latte e arricchito con frutta, solitamente mele o uva. In questo caso prende il nome di miascia. Oggi, anche la miascia viene consumata come dessert, arricchita con zucchero e altra frutta come pere, uvette e frutta secca.
Tra i numerosi formaggi, ricordiamo la semuda di latte vaccino scremato, a pasta soffice, di colore giallognolo e di sapore delicato, fatto stagionare da 3 o 4 settimane a diversi mesi: la crosta è grigiastra per la presenza di muffe tipiche di questo formaggio. Prima della lavorazione il latte viene lasciato nella conga 24 ore e poi viene scremato manualmente.

Interessante anche lo zincarlin ricavato dalla lavorazione della ricotta con sale, olio e pepe.
Esiste anche una notevole tradizione di insaccati: tipica è la brianzetta, ottenuta dalla lavorazione della pancetta di maiale.
Tra i dolci, la resta di Como, il matalocch della Val Menaggio e il braschin originario di Garzeno, che sono tutti pani dolci.
In diverse zone del Lago di Como si produce un ottimo olio di oliva DOP pungente e di colore verde brillante con riflessi giallo oro, dal profumo profondo e dall'acidità molto bassa denominato "Laghi Lombardi" con l'aggiunta del termine "Lario" per designarne l'origine.
La viticoltura è oggi poco sviluppata. Il vino che si produce viene chiamato nustranell sul lago o pincianell in Brianza.